# Liste der Kulturgüter in Benken ZH
Die Liste der Kulturgüter in Benken ZH enthält alle Objekte in der Gemeinde Benken im Kanton Zürich, die gemäss der Haager Konvention zum Schutz von Kulturgut bei bewaffneten Konflikten, dem Bundesgesetz vom 20. Juni 2014 über den Schutz der Kulturgüter bei bewaffneten Konflikten sowie der Verordnung vom 29. Oktober 2014 über den Schutz der Kulturgüter bei bewaffneten Konflikten unter Schutz stehen.
Objekte der Kategorie A sind im Gemeindegebiet nicht ausgewiesen, Objekte der Kategorie B sind vollständig in der Liste enthalten, Objekte der Kategorie C fehlen zurzeit (Stand: 1. Januar 2023). Unter übrige Baudenkmäler sind weitere geschützte Objekte zu finden, die im Verzeichnis der Objekte von überkommunaler Bedeutung der kantonalen Denkmalpflege zu finden und nicht bereits in der Liste der Kulturgüter enthalten sind.

## Kulturgüter
| Foto |                                                                           | Objekt                                                     | Kat. | Typ | Standort                        | Beschreibung |
| ---- | ------------------------------------------------------------------------- | ---------------------------------------------------------- | ---- | --- | ------------------------------- | ------------ |
| BW   | Datei hochladen · Wikidata zu Ehemalige Mühle mit Nebenbauten (Q29932488) | Ehemalige Mühle mit Nebenbauten KGS-Nr.: 12510             | B    | G   | Mühlegasse 6 691512 / 278922    |              |
| BW   | Datei hochladen · Wikidata zu Gasthaus zur Sonne (Q29932491)              | Gasthaus zur Sonne KGS-Nr.: 12511                          | B    | G   | Landstrasse 18 691197 / 278826  |              |
| BW   | Datei hochladen · Wikidata zu Hämmenriet, Viereckschanze (Q29932492)      | Hämmenriet, spätlatènezeitliches Grabenwerk KGS-Nr.: 12512 | B    | G   | Hämmenriet 690381 / 278000      |              |
| ja   | Datei hochladen · Wikidata zu Reformierte Kirche (Q29932494)              | Reformierte Kirche KGS-Nr.: 12513                          | B    | G   | Landstrasse 5.3 691311 / 278716 |              |

## Übrige Baudenkmäler
| ID              | Foto |                                                                | Objekt                                                          | Kat.   | Typ | Standort                            | Beschreibung |
| --------------- | ---- | -------------------------------------------------------------- | --------------------------------------------------------------- | ------ | --- | ----------------------------------- | ------------ |
| 02200003        |      | Datei hochladen                                                | Wohnhaus mit ehemaliger Mühle und Nebengebäuden                 | B reg. | G   | Mühlegasse 6 691511 / 278921        |              |
| 02200005        |      | Datei hochladen                                                | Ehemaliges Waschhaus bei der Mühle                              | B reg. | G   | bei Mühlegasse 6 691516 / 278908    |              |
| 02200006        |      | Datei hochladen                                                | Ökonomiegebäude zur alten Mühle                                 | B reg. | G   | bei Mühlegasse 6 691491 / 278927    |              |
| 02200045        | ja   | Datei hochladen · Wikidata zu Untervogthaus Benken (Q67772594) | Untervogtshaus (ehemaliges Schlössli)                           | B reg. | G   | Landstrasse 2 691386 / 278709       |              |
| 02200046        |      | Datei hochladen                                                | Ehemaliges Trottgebäude                                         | B reg. | G   | bei Landstrasse 2 691411 / 278726   |              |
| 02200062        |      | Datei hochladen                                                | Gemeindehaus (ehemaliges Schulhaus)                             | B reg. | G   | Landstrasse 1 691382 / 278669       |              |
| 02200072        |      | Datei hochladen                                                | Bauernhausteil 3 (ehemaliges Schulhaus)                         | C      | G   | Brunngasse 5 691345 / 278740        |              |
| 02200081        |      | Datei hochladen                                                | Ehemaliges Doppelbauernhaus, Hausteil 1                         | C      | G   | Haarengasse 2 691324 / 278809       |              |
| 02200086        |      | Datei hochladen                                                | Kleinbauernhaus mit ehemaliger Wisertrotte, Wohnhausteil 1      | B reg. | G   | Landstrasse 4 691307 / 278751       |              |
| 02200087        |      | Datei hochladen                                                | Kleinbauernhaus mit ehemaliger Wisertrotte, Wohnhausteil 2      | B reg. | G   | Landstrasse 6 691315 / 278765       |              |
| 02200091        |      | Datei hochladen                                                | Ehemalige Zehntenscheune (heute Ökonomieneubau)                 | C      | G   | bei Landstrasse 5 691342 / 278699   |              |
| 02200092        |      | Datei hochladen                                                | Stall (1900)                                                    | C      | G   | bei Landstrasse 5 691335 / 278667   |              |
| 02200093        |      | Datei hochladen                                                | Altes Pfarrhaus (1699, heute Wohnhaus)                          | B reg. | G   | Landstrasse 5 691334 / 278718       |              |
| 02200098        |      | Datei hochladen                                                | Bauernhaus zum Kehlhof, Nebengebäude                            | C      | G   | bei Im Chellhof 3 691292 / 278698   |              |
| 02200102        |      | Datei hochladen                                                | Ehemaliges Doppelbauernhaus                                     |        | G   | Im Chellhof 7 691277 / 278698       |              |
| 02200145        |      | Datei hochladen                                                | Schopf bei Gasthaus zur Sonne                                   | B reg. | G   | Landstrasse 691243 / 278831         |              |
| 02200146        |      | Datei hochladen                                                | Wohnhaus                                                        | C      | G   | Landstrasse 16 691219 / 278804      |              |
| 02200148        |      | Datei hochladen                                                | Ökonomiegebäude beim Gasthaus zur Sonne                         | B reg. | G   | Landstrasse 17 691198 / 278795      |              |
| 02200149        |      | Datei hochladen                                                | Waschhaus beim Gasthaus Zur Sonne                               | B reg. | G   | Landstrasse 691234 / 278833         |              |
| 02200150        |      | Datei hochladen                                                | Gasthaus Zur Sonne mit Nebengebäude                             | B reg. | G   | Landstrasse 18 691196 / 278826      |              |
| 02200151        |      | Datei hochladen                                                | Bauernwohnhaus, (ehemaliger Bestandteil der Liegenschaft Sonne) | B reg. | G   | Landstrasse 20 691188 / 278830      |              |
| 02200153        |      | Datei hochladen                                                | Ehemalige Trotte beim Gasthaus Zur Sonne                        | B reg. | G   | Landstrasse 19 691177 / 278812      |              |
| 02200163        |      | Datei hochladen                                                | Reformiertes Pfarrhaus mit gewölbtem Keller                     | B reg. | G   | Landstrasse 23 691088 / 278849      |              |
| 02200337        |      | Datei hochladen                                                | Ehemaliges Bauernhaus                                           | C      | G   | Rollenbergstrasse 2 691272 / 278864 |              |
| 022BRUNNEN00001 |      | Datei hochladen                                                | Scherersbrunnen                                                 | B reg. | K   | 691268 / 278777                     |              |
| 022VERWEIS00087 |      | Datei hochladen                                                | Ehemalige Wisertrotte                                           | B reg. | G   | Landstrasse 6 691315 / 278765       |              |
| ?               |      | Datei hochladen                                                | Altes Waschhaus                                                 | B reg. | G   | bei Landstrasse 23 691080 / 278827  |              |

Legende: Im Wesentlichen siehe Legende der Liste der Kulturgüter von nationaler und regionaler Bedeutung, mit folgenden Ausnahmen:
- Anstelle der KGS-Nummer wird als Objekt-Identifikator (ID) die Inventarnummer im Verzeichnis der Objekte von überkommunaler Bedeutung des kantonalen Denkmalschutzamtes verwendet.
- Bei den Kategorien wird wie folgt unterschieden: B kant. = Objekt von kantonaler Bedeutung (Kanton Zürich); B reg. = Objekt von regionaler Bedeutung (Kanton Zürich).